# Johannes Itten
Pour les articles homonymes, voir Itten.
Johannes Itten (1888—1967) est un peintre et un enseignant suisse.

## Biographie
Johannes Itten commence à dessiner et à peindre à l'âge de seize ans et suit les cours de l'École des Beaux-Arts de Genève, tout en poursuivant des études scientifiques. En 1910, il découvre à Paris le cubisme, Picasso et Cézanne, et en 1911 à Munich le groupe du Blaue Reiter (Le Cavalier bleu). Il termine sa formation à Stuttgart chez Adolf Hölzel de 1913 à 1916. Il fonde alors une école d'art et participe au Sturm à Berlin.
De octobre 1919 à 1923, il enseigne au Bauhaus. Il prit dès son arrivée une influence majeure sur l'enseignement de cette institution. Il dirigea les enseignements ayant trait à la forme. Il fut contesté tant par les élèves, dont Josef Albers, que par Walter Gropius et la direction, en raison de ses méthodes d'enseignement empreintes de sectarisme et influencées par la pratique du mazdaznan, un néo-zoroastrisme, dont il était un fervent pratiquant.
De 1923 à 1926, il enseigne dans une communauté Mazdaznan à Herrliberg, au bord du lac de Zurich.
Après ce séjour en Suisse, il fonde en 1926 une nouvelle école à Berlin (Moderne Kunstschule), qui est fermée par les autorités national-socialistes en 1934. Il enseigne de 1932 à 1938 dans une école professionnelle de l'industrie textile à Krefeld. Cette école ferme en 1938. La même année des travaux d'Itten sont montrés dans l'exposition Art dégénéré (Entartete Kunst).
En 1938, il émigre à Amsterdam, puis retourne à Zurich où il dirige la Kunstgewerbeschule (école des arts appliqués) jusqu'en 1953. Dès 1954 il se consacre entièrement à la peinture et à l'écriture de ses ouvrages théoriques, dont le plus célèbre est L'art de la couleur, publié en 1961 et traduit en français.

## Cercle chromatique et étoile chromatique
« Les théories sur la couleur de Kandinsky, Klee, Itten, Albers, et par ailleurs Robert et Sonia Delaunay, ne peuvent être séparées de leur œuvre picturale, didactique et artisanale. »

— Manlio Brusatin

Johannes Itten, Farbkreis (1961).

Enseignant de la couleur et de la forme, Itten a créé des variantes du cercle chromatique déjà bien établi en peinture, suivant la tradition des artistes et des teinturiers, et les pratiques d'ateliers expliquées par écrit à partir du XVIIIe siècle, développées au XIXe siècle avec les ouvrages de Johann Wolfgang von Goethe. et de Michel-Eugène Chevreul, puis au XXe siècle avec Charles Blanc.
Le triangle des trois teintes fondamentales, un jaune, un bleu profond et un rouge, se développant par mélange en un cercle est la forme fondamentale de Johannes Itten pour enseigner l'usage de la couleur et permettre son utilisation dans un but esthétique et fonctionnel. Il ne vise pas à une science de la couleur, mais à la formation d'un nouvel artisanat industriel possédant une maîtrise de la couleur. Le cercle chromatique est plus qu'une simple convention de travail. C'est une disposition graphique élaborée pour structurer la perception des couleurs, comme les nombres structurent la perception des quantités.
L'étoile des couleurs d'Itten, présentée dans un autre ouvrage, inclut la valeur (au sens de la luminosité) dans la présentation, avec au centre le blanc, de luminosité maximale, et à la périphérie, au bout des branches colorées, le noir, valeur la plus sombre.

## Œuvres

### Peintures
- Horizontal-Vertical, 1915
- Rencontre, 1916

### Publications
- Le dessin et la forme [trad. de l'allemand par Albert Garreau], Paris : Dessain et Tolra, 1983
- L'étoile des couleurs, Paris : Dessain et Tolra, 1985.
- Kunst der Farbe, traduit en français L'art de la couleur : approche subjective et description objective de l'art, Paris : Dessain et Tolra, 1988  (OCLC 25840781).
- Kunst der Farbe - Studienausgabe, 1970, édité et préfacé par Anneliese Itten, traduit par Sylvie Girard sous le titre Art de la couleur - édition abrégée, Dessain et Tolra/Larousse, 2018.
- L'Étude des œuvres d'art, édité sous la direction de Rainer Wick en collaboration avec Anneliese Itten ; traduit par Annick Bigot, Paris : Dessain et Tolra, 1990.

### Filmographie
- Johannes Itten – Bauhaus-Pionier[7], documentaire, réalisateur : Marina Rumjanzewa (de), SRF Sternstunden (de), 2018